# Przemysław Olszewski
Przemysław Olszewski (ur. 23 czerwca 1913 w Krakowie, zm. 16 grudnia 1972 w Olsztynie) – polski hydrobiolog i limnolog, profesor Wyższej Szkoły Rolniczej i Akademii Rolniczo-Technicznej w Olsztynie.

## Życiorys
Był synem Bronisława (artysty malarza, pedagoga) i Stanisławy Anny z Dundaczków (nauczycielki), bratankiem Mariana. W 1931 r. ukończył krakowskie Liceum Nowodworskiego i podjął studia na Wydziale Rolniczym Uniwersytetu Jagiellońskiego. Zainteresowania naukowe w kierunku rybactwa i hydrobiologii realizował na studiach jako uczestnik kursów limnologicznych w Stacji Hydrobiologicznej nad Wigrami oraz kursów oceanograficznych w Stacji Oceanograficznej na Helu. W 1937 roku uzyskał dyplom inżyniera na podstawie pracy pt. „Kilka danych dla chemizmu wód okolic Hali Gąsienicowej”. Po uzyskaniu absolutorium w roku 1936 podjął pracę w Zakładzie Ichtiobiologii i Rybactwa UJ. W 1939 roku uzyskał tytuł starszego asystenta. W tym czasie brał udział w organizacji Rybackiej Stacji Doświadczalnej UJ w Mydlnikach koło Krakowa, w której następnie prowadził badania dotyczące biologii planktonu i zanieczyszczenia wody. W roku 1940 w oparciu o zlikwidowany Zakład Ichtiobiologii i Rybactwa UJ władze okupacyjne utworzyły placówkę usługową dla rybactwa pod nazwą Institut für Fischerei, wchodzącą w skład Landwirtschaftliche Forschungsanstalt des Generalgouvernements in Krakau, w którym Olszewski pracował do końca wojny. Prowadził też kursy w Krajowym Towarzystwie Rybackim i od roku 1942 uczył w Liceum Rybackim w Krakowie.
20 grudnia 1945 uzyskał stopień doktora nauk rolnych na podstawie rozprawy „Zimowe stosunki tlenowe większych jezior tatrzańskich”. Został adiunktem w Zakładzie Rybactwa Uniwersytetu Jagiellońskiego, gdzie pracował do roku 1951 (po przekształceniu Zakładu w Oddział Hodowli Ryb Zakładu Hodowli Ogólnej na Wydziale Rolniczym UJ). Od 1948 pracował także na Wydziale Matematyczno-Przyrodniczym UJ. W roku akademickim 1950/51 był wykładowcą hydrochemii na specjalizacji rybackiej Szkoły Głównej Gospodarstwa Wiejskiego w Warszawie kontynuując nauczanie w Liceum Rybackim w Krakowie. Wykłady jego ukazały się w formie skryptów dla szkół średnich m.in. „Mieszkańcy wód.
Najważniejsze rośliny i zwierzęta wodne”. (Cieszyn 1947)
W początkowym okresie swojej działalności Olszewski interesował się głównie hydrochemią jezior tatrzańskich. Prace dotyczące natlenienia wód oraz termiki i powłoki lodowej, a także specyficznego uwarstwienia należały do pierwszych w zakresie badań jezior wysokogórskich. Od powstania Jeziora Rożnowskiego (1942) prowadził również badania dynamiki ruchów wód jezior zaporowych współpracując po wojnie z Komisją do Badań Naukowych Rożnowa.
Zajmował się teoretycznymi rozważaniami na temat rozpuszczalności gazów i ich przemieszczeń w wodzie jeziora. Po roku 1945, jako rzeczoznawca rybacki uczestniczył w pracach Komitetu ds. Badań Wisły, Rady Naukowej Komitetu Ochrony Rzek przed Zanieczyszczeniami oraz Rady Naukowej dla Zagadnień Ziem Odzyskanych przeprowadzając początkowo inwentaryzację jezior mazurskich oraz analizował możliwości zagospodarowania rybackiego tych obszarów. Opublikował m.in. „Rybactwo słodkowodne na Ziemiach Odzyskanych” (Kraków 1947). Stopniowo angażował się w badania limnologiczne w szerszym zakresie, co stało się głównym powodem przeniesienia się Olszewskiego z Krakowa (1951) najpierw do Giżycka do Biologicznej Stacji Rybackiej Instytutu Rybactwa Śródlądowego, a później do Olsztyna do Wyższej Szkoły Rolniczej, gdzie współtworzył Wydział Rybacki.
Został mianowany zastępcą profesora i kierownikiem organizowanego przez siebie Zakładu Hydrochemii. Następnie przejął kierownictwo katedry Limnologii w skład której wchodził Zakład. Od 1956 był profesorem nadzwyczajnym, od 1965 profesorem zwyczajnym. W latach 1958–1960 pełnił funkcję dziekana Wydziału Rybackiego. Był to jedyny taki wydział w Europie. Znaczną jego część stanowili zagraniczni studenci przynosząc Uczelni prestiż i pieniądze. Władze komunistyczne zadecydowały jednak o stworzeniu Wydziału Rybactwa Morskiego (1966) w Szczecinie gdzie przeniosła się część kadry naukowej. Olszewski z garstką współpracowników pozostał w Olsztynie. Niedobitki miały być wcielone jako oddział do Wydziału Zootechnicznego. W latach 1967–1969 pełnił tam funkcję prodziekana, a w 1970 przyczynił się do powołania Wydziału Ochrony Wód i Rybactwa Śródlądowego odzyskując w ten sposób pozycję jedynego takiego wydziału w Europie. W latach 1970–1972 był dyrektorem Instytutu Hydrobiologii i Ochrony Wód na tym Wydziale.
Przez wiele lat zasiadał w Senacie Akademickim, był współzałożycielem i przewodniczącym (1954 – 72) Komitetu Redakcyjnego „Zeszytów Naukowych” Wyższej Szkoły Rolniczej w Olsztynie. Był członkiem licznych instytucji i towarzystw naukowych w kraju i za granicą m.in. członkiem Komitetu Hydrobiologicznego PAN, Komitetu Ochrony Przyrody i jej Zasobów PAN, Rady Naukowej Instytutu Rybactwa Śródlądowego, przewodniczącym Rady Naukowej Instytutu Biologii Stosowanej ART w Olsztynie, członkiem Societas Internationalis Limnologiae, Freshwater Biological Association. W 1959 należał do grona współzałożycieli Polskiego Towarzystwa Hydrobiologicznego. rok później wraz ze Stanisławem Sakowiczem przyczynił się do powołania Oddziału Olsztyńskiego PTH. W latach 1961–1970 pełnił funkcję prezesa Towarzystwa. Uczestniczył w pracach dwóch komitetów Polskiej Akademii Nauk – Hydrobiologicznego oraz Ochrony Przyrody i jej Zasobów. Wraz ze współpracownikami prowadził wieloletnie badania nad warunkami środowiskowymi jezior Pojezierza Mazurskiego. Prace objęły ponad 400 jezior, z których wiele dotąd nigdy nie było badanych.
Szczególne zainteresowanie Olszewskiego budził problem zanieczyszczenia zbiorników wodnych, zwłaszcza jezior. W efekcie prac nad możliwościami zapobiegania skutkom zanieczyszczeń opracował nowatorską metodę sprawnej i taniej rekultywacji niektórych jezior z zastosowaniem specjalnego rurociągu (zamknięcie odpływu wód powierzchniowych i odprowadzenie przez rurociąg wód naddennych). Wynalazek został po raz pierwszy zainstalowany na Jeziorze Kortowskim w obrębie miasteczka akademickiego olsztyńskiej WSR w 1956 roku. Wobec pozytywnych efektów tzw. „eksperyment kortowski” jest nadal kontynuowany. Z czasem drewniany prototyp wymagał wymiany. Przy okazji przedłużono jego długość o 70 m i powiększono przepływ ze 180 litrów wody na sekundę do 250 litrów. Po śmierci Olszewskiego nadzór nad eksperymentem przejął jego uczeń – prof. Czesław Mientki.
Olszewski może poszczycić się ogromną ilością publikacji z limnologii, hydrochemii i ochrony wód. Jeszcze 40 lat po jego śmierci jest on najczęściej cytowaną osobą z ww. dziedzin. Nie pomijał żadnej okazji żeby edukować społeczeństwo dzieląc się wiedzą z zakresu problematyki walki o ochronę wód czego wyrazem była współpraca z Polskim Radiem Olsztyn. Słynął z pięknych, jasnych i przejrzystych wykładów. Bywali ludzie spoza branży, którzy przychodzili posłuchać z jakim kunsztem przekazuje wiedzę. Był wielkim patriotą, kochał studentów, upatrywał w nich lepszego jutra dla Polski i z troską pochylał się nad ich edukacją, organizował dla nich wycieczki w Tatry, Pieniny i inne ciekawe zakątki Polski, m.in. zachowały się zdjęcia z kolejnych spływów Dunajcem. Z wielkim wzruszeniem czekał na kolejne wydziałowe bale nazywane „Goplanami” opatrzone zawsze zabawnymi, co roku innymi, inscenizacjami z podwodnego życia w wykonaniu poprzebieranych studentów.
Był trzykrotnie odznaczany nagrodą indywidualną ministra resortu szkolnictwa wyższego (1964, 1965, 1973), a także uchwałą Rady Państwa Złotym Krzyżem Zasługi (1957), Krzyżem Kawalerskim Orderu Odrodzenia Polski (1960) i Złotą odznaką honorową „Zasłużony dla Warmii i Mazur”.
Interesował się też słowianoznawstwem. Studiował pochodzenie, zasięg i migracje Słowian oraz zajmował się badaniami porównawczymi z zakresu językoznawstwa. Wiele pracy poświęcił badaniom mającym na celu odtworzeniu rodzimych nazw geograficznych na Warmii i Mazurach, głównie jezior. Jeszcze w latach 1940–1945 powstały niedrukowane prace jak „Polskie nazwy miejscowe dla Warmii i Pojezierza Mazurskiego”.
Był znakomitym narciarzem. Kochał Tatry i wciąż do nich wracał. W pewnym momencie władze komunistyczne postanowiły wykorzystać Siklawę w Pięciu Stawach Polskich do stworzenia elektrowni wodnej i zażądały od Olszewskiego ekspertyzy, na ile to przedsięwzięcie będzie rentowne. Oczywiście szrama na jednym z najpiękniejszych miejsc w Polsce, w samym sercu Tatrzańskiego Parku Narodowego była nie do pomyślenia, dlatego znalazły się proste i przekonywające argumenty, dzięki którym do dziś możemy się cieszyć nieskażonym pięknem Siklawy.
Z małżeństwa z Ireną Marią Szybemówną (córką znanego krakowskiego doktora medycyny – Stefana Szybemy i Ireny z Rola-Zbijewskich, malarki i poetki) miał córkę – Irenę, lekarza weterynarii, pracownika naukowego Wydziału Medycyny Weterynaryjnej ART w Olsztynie, i nauczyciela mianowanego uhonorowanego tytułem Lider Polskiej Edukacji Ekologicznej, a także syna – Wiesława Stefana, absolwenta Wydziału Ochrony Wód i Rybactwa Śródlądowego Dyrektora Państwowego Gospodarstwa Rybackiego, po 1989 r. prywatnego przedsiębiorcę.
Został pochowany na tutejszym cmentarzu komunalnym. W 1991 na wniosek Senatu Akademii Rolniczo-Technicznej Rada Miejska Olsztyna nadała imię Przemysława Olszewskiego jednej z głównych ulic olsztyńskiego osiedla Brzeziny.

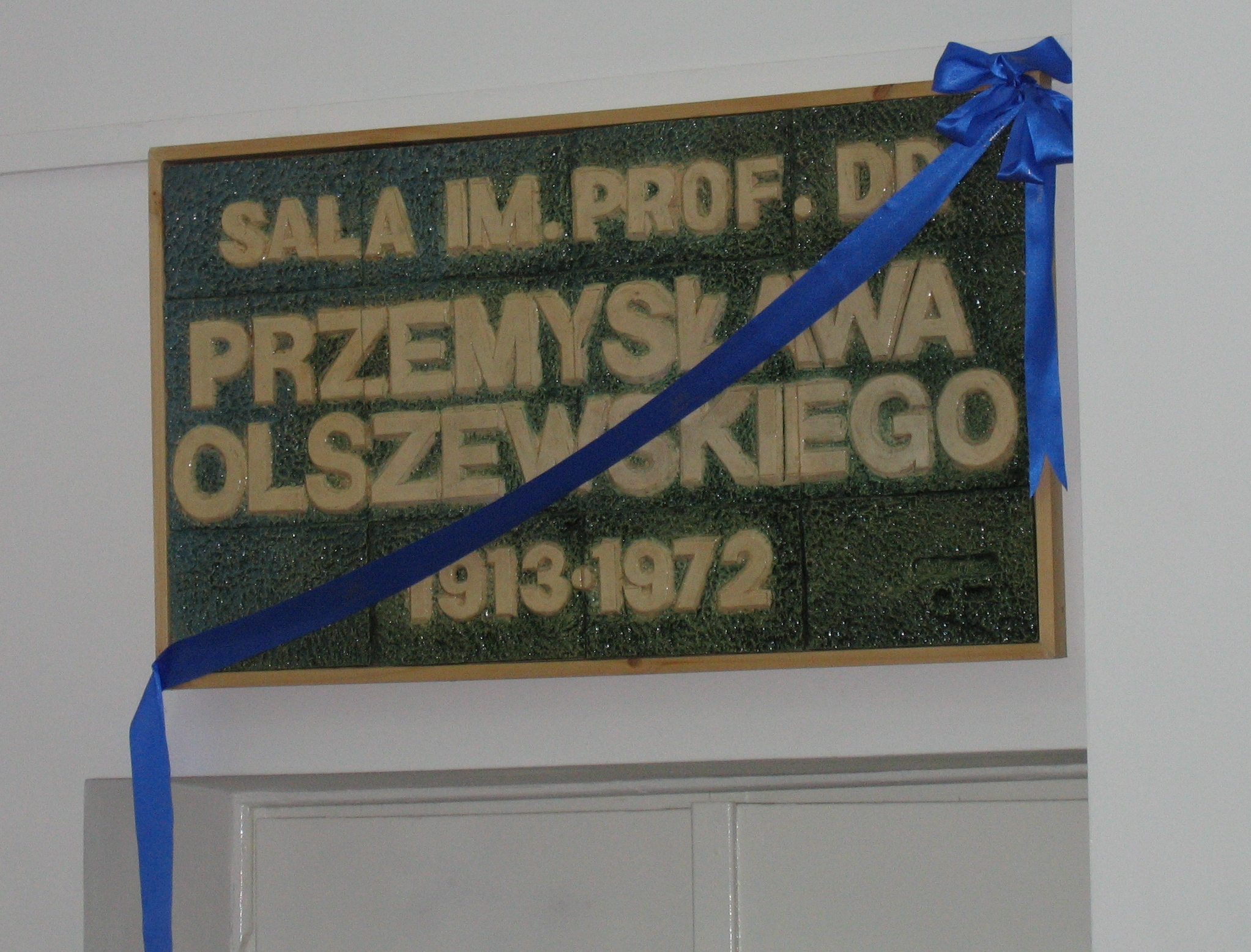
Nadanie jednej z sal wykładowych na UWM w Olsztynie imienia profesora

Tuż po jego śmierci sala, w której wykładał otrzymała jego imię, a po przeniesieniu się Wydziału do innego budynku, korzystając z uroczystości związanych z 50 rocznicą uruchomienia „rurociągu Olszewskiego” (2006) jednej z sal wykładowych w nowym budynku ponownie nadano imię profesora.